# Noah Law
Noah Charles Law est un homme politique travailliste britannique qui est député de St Austell et Newquay depuis 2024.

## Biographie
Noah Law grandit à Lostwithiel. Il étudie à l'Université d'Exeter (sur le campus de Penryn en Cornouailles) et obtient une maîtrise en histoire économique à Clare Hall, Cambridge, et en administration des affaires à l'Université d'Oxford. De 2018 à 2023, il travaille pour l'institution financière de développement publique finlandaise Finnfund en Finlande et demande la nationalité finlandaise,. Avant cela, il travaille comme analyste financier d'entreprise pour des sociétés telles que Francis Clark, EY, SMBC et Deutsche Bank. Law travaille également pour l'institution financière de développement du Royaume-Uni, British International Investment. Il est un analyste financier agréé.
Aux élections générales de 2024, Noah Law est élu au Parlement en tant que député de St Austell et Newquay avec 34,1 % des voix et une majorité de 2 470 voix.